# Timothé Luwawu-Cabarrot
Timothé Luwawu-Cabarrot (ur. 9 maja 1995 w Cannes) – francuski koszykarz występujący na pozycjach rzucającego obrońcy oraz niskiego skrzydłowego, obecnie zawodnik Olimpii Mediolan.
25 lipca 2018 został wymieniony do Oklahomy City Thunder w ramach transakcji z udziałem trzech zespołów.
1 lutego 2019 trafił do Chicago Bulls. 24 września dołączył do obozu szkoleniowego Cleveland Cavaliers. 16 października opuścił klub. 23 października zawarł umowę z Brooklyn Nets na występy zarówno w NBA, jak i zespole G-League – Long Island Nets.
22 września 2021 dołączył do Atlanty Hawks. 19 listopada 2022 został zawodnikiem Olimpii Mediolan. 

## Osiągnięcia
Stan na 14 lutego 2023, na podstawie, o ile nie zaznaczono inaczej.
Drużynowe
- Wicemistrz Ligi Adriatyckiej (2016)
- 4. miejsce podczas mistrzostw Serbii (2016)
- Zdobywca pucharu Serbii (2016)

Indywidualne
- Zaliczony do I składu Ligi Adriatyckiej (2016)

Reprezentacja
- Wicemistrz olimpijski (2020)[10]
- Uczestnik mistrzostw Europy:
  - U–20 (2014 – 8. miejsce, 2015 – 4. miejsce)
  - U–18 (2013 – 7. miejsce)